# Dwight McCarthy
Dwight McCarthy es un personaje ficticio de la novela gráfica Sin City de Frank Miller. En la película de 2005 está interpretado por Clive Owen y en la secuela de 2013 por Josh Brolin.

## Biografía ficticia
Dwight aparece por primera vez en el volumen 2 de la serie, A Dame to Kill For. En este volumen, Dwight es un pésimo fotógrafo que es contratado por la esposa de un empresario para recopilar pruebas de la infidelidad de éste. Después es embaucado una vez más por una historia de su exnovia Ava Lord (que tiene un magnetismo vicioso con él), haciéndole creer que es una damisela en apuros. Este sigue y espía a Ava, pero es capturado y violentamente rechazado por el siervo de Damien Lord (marido de Ava) Manute. A continuación, Dwight es lanzado desde un coche en marcha al portal de su casa, donde para su sorpresa le esperan su coche intacto y Ava. Esta le vuelve a embaucar.
Posteriormente, McCarthy va a casa de Damien Lord en compañía de Marv. Mientras que este último neutraliza a Manute y le arranca su ojo derecho, Dwight accidentalmente mata a Damien Lord. Ava le dispara varias veces en el cuerpo antes de llamar a la policía para decirles que los dos hombres se mataron entre sí. Medio muerto, Dwight va al casco antiguo, donde fue atendido por prostitutas que hacen la ley. Fue sometido a cirugía reconstructiva en la cara, y con la ayuda de las prostitutas de la ciudad vieja, engañó a Ava y la mató.
En el Volumen 3, La gran masacre, Dwight aparece nuevamente para ayudar a las niñas en el casco antiguo después de que mató a cuatro clientes emprendedores también, incluyendo al policía Jack Rafferty "Jackie Boy". Durante la batalla final en el corazón de la ciudad vieja, Dwight logra deshacerse de la última parte del cuerpo de Jackie Boy (que podría romper la tregua tácita entre las prostitutas, la policía y la mafia, si éste fuera testigo que las prostitutas habían matado a un oficial de policía): la cabeza. Manute (quien está de regreso después de haber sido dado por muerto al final de A Dame to Kill For) también está muerto.
En el volumen 5, Valores familiares, Dwight ofrece un servicio al permitir que las prostitutas a uno de ellos para vengar un mafioso italiano que mató a su novia durante un ajuste de cuentas entre delincuentes.
Dwight finalmente aparece en el Volumen 6 de las chicas de la serie Brooze, Broads and Bullets. Este libro consta de diez cuentos con personajes de etapas particulares de la serie, icónico (Marv) o menor (Schlubb Sr. y Sr. Klump).

## Apariciones en cómics
- A Dame to Kill For (1993)
- The Big Fat Kill (1994)
- That Yellow Bastard (1996)
- Booze, Broads and Bullets (1997-2000)

## Cine
- Sin City (2005), interpretado por Clive Owen.
- Sin City: A Dame to Kill For (2013), interpretado por Josh Brolin.

- Datos: Q3041891